# Чжаланьтунь
Чжаланьтунь (кит. спр. 扎兰屯市, піньїнь: Zhālántún Shì) — місто-повіт на півдні міської префектури Хулунбуїр у Внутрішній Монголії.

## Географія
Чжаланьтунь лежить на південних передгір'ях пасма Великий Хінган.

### Клімат
Місто знаходиться у зоні, котра характеризується вологим континентальним кліматом з теплим літом. Найтепліший місяць — липень із середньою температурою 20.6 °C (69 °F). Найхолодніший місяць — січень, із середньою температурою -18.3 °С (-1 °F).
| Клімат Чжаланьтуня      | Клімат Чжаланьтуня | Клімат Чжаланьтуня | Клімат Чжаланьтуня | Клімат Чжаланьтуня | Клімат Чжаланьтуня | Клімат Чжаланьтуня | Клімат Чжаланьтуня | Клімат Чжаланьтуня | Клімат Чжаланьтуня | Клімат Чжаланьтуня | Клімат Чжаланьтуня | Клімат Чжаланьтуня | Клімат Чжаланьтуня |
| Показник                | Січ.               | Лют.               | Бер.               | Квіт.              | Трав.              | Черв.              | Лип.               | Серп.              | Вер.               | Жовт.              | Лист.              | Груд.              | Рік                |
| Абсолютний максимум, °C | 0                  | 13                 | 17                 | 27                 | 32                 | 37                 | 36                 | 31                 | 27                 | 27                 | 15                 | 3                  | 37                 |
| Середній максимум, °C   | −12                | −6                 | 0                  | 10                 | 18                 | 25                 | 25                 | 23                 | 18                 | 10                 | −1                 | −10                | 8                  |
| Середня температура, °C | −17                | −12                | −6                 | 4                  | 11                 | 18                 | 20                 | 18                 | 12                 | 4                  | −7                 | −15                | 4                  |
| Середній мінімум, °C    | −23                | −18                | −12                | −2                 | 4                  | 11                 | 15                 | 13                 | 7                  | −2                 | −13                | −21                | −3                 |
| Абсолютний мінімум, °C  | −33                | −27                | −25                | −13                | −6                 | 5                  | 7                  | 1                  | −3                 | −12                | −26                | −28                | −33                |
| Норма опадів, мм        | 0                  | 0                  | 0                  | 10                 | 30                 | 70                 | 120                | 100                | 60                 | 10                 | 0                  | 0                  | 450                |
| Днів з дощем            | 1                  | 1                  | 1                  | 3                  | 5                  | 7                  | 10                 | 9                  | 9                  | 2                  | 1                  | 1                  | 53                 |
| Вологість повітря, %    | 59                 | 53                 | 44                 | 43                 | 49                 | 63                 | 76                 | 77                 | 71                 | 57                 | 58                 | 64                 | 60                 |
| ----------------------- | ------------------ | ------------------ | ------------------ | ------------------ | ------------------ | ------------------ | ------------------ | ------------------ | ------------------ | ------------------ | ------------------ | ------------------ | ------------------ |
| Джерело: Weatherbase    |                    |                    |                    |                    |                    |                    |                    |                    |                    |                    |                    |                    |                    |